# Digitaliseringsrådet
Digitaliseringsrådet är tillsatt av regeringen, arbetar med digitaliseringen av Sverige och har funnits i två omgångar med något olika funktioner.

## Digitaliseringsrådet 2011–2012
Det första digitaliseringsrådet var en kommitté tillsatt av Sveriges regering den 10 mars 2011 i syfte att vara regeringens rådgivare i frågor som gäller digitaliseringen av Sverige.
Rådet var efterföljare till tidigare IT-kommissioner (1994–2003), den IT-politiska strategigruppen (2003–2006) och Regeringens IT-råd (2007–2010). Det första digitaliseringsrådet bestod av 27 externa ledamöter och leddes av it- och energiminister Anna-Karin Hatt.
Enligt regeringens presentation skulle rådet förutom sin rådgivande funktion också vara ett forum för strategisk diskussion mellan regeringen och företrädare för olika samhällsområden, såväl privata som offentliga. Rådet deltog i att utarbeta utformningen av den nationella IT-strategin, En digital agenda för Sverige.
Digitaliseringsrådet ersattes av Digitaliseringskommissionen 2012.

### Ledamöter
- Karin Ajaxon, projektkoordinator, Juliagruppen
- Eva-Karin Anderman, forskningsansvarig, Stiftelsen svensk industridesign
- Hans von Axelsson, utredare, Handisam
- Ann-Marie Fransson, förbundsdirektör, IT- och telekomföretagen
- Patrik Fältström, Chef Forskning och Utveckling, Netnod
- Matilda Gennvi-Gustavsson, Sustainability Director, Ericsson
- Gunilla Glasare, chef för avdelningen för tillväxt och samhällsbyggnad, Sveriges Kommuner och Landsting
- Pia Gruvö, chef för avdelningen för Krypto och IT-säkerhet, Militära säkerhetstjänsten
- Peter Gärdenfors, professor i kognitionsvetenskap, Lunds universitet
- Mikael Haglund, teknisk direktör, IBM Sverige
- Jens Henriksson, internationell sekreterare, Sveriges konsumenter
- Anette Holm, IT-direktör, Stockholms stad
- Lars Hultkrantz, professor i nationalekonomi, Örebro universitet
- Kristina Höök, professor i Människa-Maskin Interaktion, Stockholms universitet
- Anna Karlsson, grundskollärare, Viktor Rydbergs samskola
- Peter Krantz, kommittésekreterare, E-delegationen
- Marianne Larsson, projektledare, Teknopol
- Martina Lind, entreprenör och grundare av Politometern
- Kurt-Erik Lindqvist, verkställande direktör, Netnod
- Dennis Pamlin, verkställande direktör, 21st centry Frontiers
- Åke Rosandher, chef Center för eHälsa i samverkan
- Ola Rosling, verksamhetschef, stiftelsen Gapminder
- Anders Sjöman, kommunikationschef, Voddler
- Brit Stakston, mediestrateg, JMW
- Bosse Svensson, verkställande direktör, mktmedia
- Staffan Truvé, forskningsdirektör, Recorded Future
- Daniel Westman, doktorand i rättsinformatik, Stockholms universitet

## Digitaliseringsrådet 2017–
Regeringen beslutade i mars 2017 att inrätta ett nytt digitaliseringsråd inom Regeringskansliet. Syftet med rådet är att bidra till bättre samordning och ett effektivt genomförande av regeringens strategiska arbete med digitalisering. 
Rådets uppgift är:
- följa och stödja regeringens arbete med digitalisering,
- följa digitaliseringen i Sverige,
- följa digitaliseringen i omvärlden och jämföra hur Sverige presterar mot andra länder,
- lämna förslag till konkreta insatser samt samråda med andra funktioner som regeringen inrättat för att arbeta med samhällets digitalisering.

Digitaliseringsrådet består av tio personligt förordnade ledamöter lett av ministern ansvarig för digitaliseringsfrågor (Anders Ygeman) samt ett kansli.
I december 2020 kungjorde regeringen att digitaliseringsrådets alla ledamöter får förlängt förordnande till och med utgången av 2023.

### Ledamöter Nya Digitaliseringsrådet
- Anna Eriksson, Generaldirektör DIGG
- Anne-Marie Eklund Löwinder, Säkerhetschef Internetstiftelsen
- Daniel Akenine, Nationell Teknik och Säkerhetschef, Microsoft
- Darja Isaksson, Generaldirektör Vinnova
- Gustav Söderström, Forskningschef, Spotify
- Jan Gulliksen, Professor och vicerektor för digitalisering vid KTH
- Jenny Birkestad, Direktör digitalisering, Sveriges kommuner och landsting
- Martin Linder, Förbundsordförande Unionen
- Mårten Schultz, Professor i civilrätt, Stockholms universitet
- Ann Hellenius, VD Cap Gemini